# Gryne andina
Gryne andina is een hooiwagen uit de familie Cosmetidae.